# Maria Imelda López Villaseñor
Maria Imelda López Villaseñor (México) es investigadora en el departamento de Biología Molecular y Biotecnología del Instituto de Investigaciones Biomédicas de la Universidad Nacional Auónoma de México. Fue directora del Instituto de 2019 a 2023 y reelegida para un segundo periodo del 2023 al 2027. Es miembro activo de la Sociedad Mexicana de Bioquímica y forma parte del Sistema Nacional de Investigadores.

## Trayectoria
Obtuvo el grado de licenciatura como Química-Farmacobióloga por la Universidad Michoacana de San Nicolás de Hidalgo; maestría y doctorado en Ciencias Químicas (especialidad en Bioquímica) por la Facultad de Química de la UNAM.

## Líneas de investigación
Su trabajo se enfoca en el estudio de la biología básica de Trichomonas vaginalis y Trypanosoma cruzi.

## Publicaciones
Entre sus publicaciones más recientes se encuentran:
- Canela-Perez, I; Lopez-Villasenor, I; Mendoza, L; Cevallos, AM; Hernandez, R. Nuclear localization signals in trypanosomal proteins. Molecular and Biochemical Parasitology 229:15-23 F.I. 2.158. 2019
- Parra-Marin, O; Rosas-Hernandez, L; Lopez-Pacheco, K; Franco, B; Ibanez-Escribano, A; Hernandez, R; Lopez-Villasenor, I. An in vitro characterisation of the Trichomonas vaginalis TATA box-binding proteins (TBPs). Parasitology Research 118(10):3019-3031. F.I. 2.067. 2019

## Premios y reconocimientos
En el año 2012 recibió el reconocimiento Sor Juana Inés de la Cruz y en 2014 la Medalla al Mérito Universitario por la UNAM.